# Missa tridentina
A Missa Tridentina é a liturgia da Missa do Rito Romano contida nas edições típicas do Missal Romano, que foram publicados de 1570 até 1962. Todas estas edições tinham a indicação "ex decreto sacrosancti Concilii Tridentini restitutum". As edições publicadas depois de 1969, que contém a Missa do Vaticano II, têm "ex decreto sacrosancti Oecumenici Concilii Vaticani II instauratum".
Chama-se tridentina (gentílico de Trento, na Itália) porque é baseada numa revisão do Missal Romano pedida pelo Concílio de Trento aos papas, e aplicada pelo Papa São Pio V em 1570.
Em 2007 o Papa Bento XVI no motu proprio Summorum Pontificum concedeu amplamente a possibilidade do uso da liturgia tridentina na forma que tinha em 1962 apesar da publicação de uma edição mais recente: nas missas privadas celebradas sem o povo, os padres da Igreja latina poderem usar livremente essa liturgia; e nas paróquias, onde houver um grupo estável de fiéis aderentes à precedente tradição litúrgica, o pároco dever acolher de bom grado as suas solicitações de terem a celebração da Santa Missa na forma de 1962.
Em 2021 foi revogado este motu proprio pelo Papa Francisco na Traditionis custodes e, desde 16 de julho de 2021, a celebração da Missa Tridentina recebeu fortes restrições, sendo permitida apenas com a autorização do Bispo da Diocese em que se realiza, após este pedir permissão direta de Roma, não podendo ser rezada dentro de paróquias.

## Terminologia

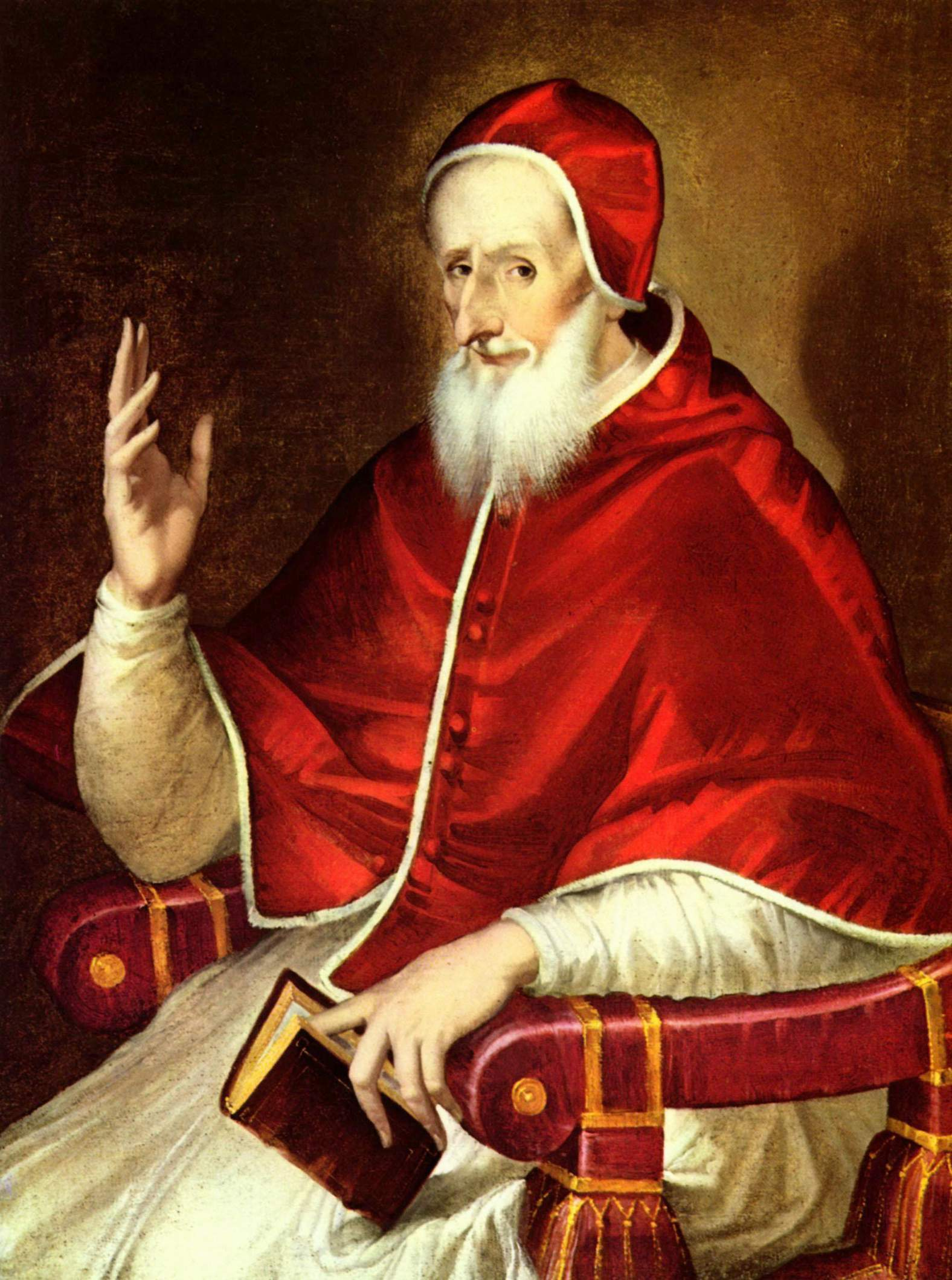
Papa Pio V

A frase "forma extraordinária do Rito Romano", empregada por Bento XVI, agora está oficialmente excluída para indicar a missa tridentina. A descrição usus antiquior (uso mais antigo) ou forma antiquior (forma mais antiga) ainda está em uso. Se chama também "missa em latim", embora de forma inadequada, uma vez que também a Missa do Vaticano II pode ser celebrada nesse idioma, de resto em linha com o que o Concílio Vaticano II na Constituição sobre a liturgia indicou ao não limitar a celebração exclusivamente a um só idioma. Outros a chamam em inglês de a "missa de sempre", a "missa de todos os tempos", a "missa das eras", ou a "missa gregoriana".
Na realidade, entre o tempo do Papa Gregório I (590–604) e o da revisão pelo Papa Pio V em 1570 o Rito Romano da Missa sofreu muitas modificações: houve uma fusão com elementos galicanos, em particular cerimônias dramáticas e simbólicas alheias ao espírito original da liturgia romana, como a bênção de velas, cinzas, ramos, e uma parte considerável da liturgia da Semana Santa; outras adições eram a recitação do Credo, a incensação de pessoas e objetos, orações privadas do sacerdote antes da Comunhão. Pio V tornou obrigatória a recitação do salmo Iudica e do Confiteor no início da Missa e inseriu tudo o que na Missa Tridentina segue o Ite missa est. Por volta do século XIII a concelebração tinha desaparecido no Ocidente, e vários padres celebravam a Missa simultaneamente em diferentes altares, não cantando e em grande medida inaudivelmente, dando origem ao que se chamava a Missa privada, na qual o sacerdote fazia quase tudo o que antes era do diácono e outros ministros.
Apesar destas grandes diferenças, principalmente fora do Cânone da Missa, entre as formas do rito romano e as ainda mais grandes diferenças entre os vários ritos litúrgicos cristãos, a essência da Missa fica em toda parte idêntica: "Posta em paralelo a Missa Romana com todas as liturgias orientais, sem exceção, tanto as "cismáticas" quanto as "uniáticas", constata-se que certas cerimônias são rigorosamente idênticas quanto ao essencial: intocadas, verdadeiramente sagradas porque pertenciam à instituição de Jesus Cristo ou dos Apóstolos. Reconhecidas como essencialmente necessárias para que o padre pudesse realizar "ISTO" que o Senhor realizara na Ceia".
Menos comumente, em círculos onde a Missa do Vaticano II é chamada de Novus Ordo Missae, usa-se para a missa tridentina a expressão Vetus Ordo Missae (Velho Ordinário da Missa). Na realidade, o Ordinário é apenas uma parte do texto da Missa, junto com o Próprio e do Comum: compõe as partes da liturgia da missa que normalmente não mudam, sem levar em conta a data em que seja executada, enquanto o Próprio é a parte da liturgia que varia de acordo com a data, devido à comemoração de uma festa litúrgica dentro do ano litúrgico ou de um determinado santo ou evento significativo, e o Comum, que contém as orações que são comuns a toda uma categoria de santos, como apóstolos ou mártires.

## Introdução
Existem muitas evoluções entre a missa de 1570 e a missa dos primeiros séculos em Roma até a codificação pelo Concílio de Trento. Já antes do Papa Gregório I (590-604) houve, entre outras mudanças, uma revisão radical do cânon da missa e uma redução do número das leituras bíblicas. O Papa Gregório I também reformou o rito romano, ancorando o Pai-Nosso ao final do cânon, mudando a ordem de algumas partes do cânon, inserindo a oração Hanc igitur no Cânon, e introduziu Christe eleison ("Cristo, tende piedade") como variação de Kyrie eleison ("Senhor, tende piedade"). Outros elementos da forma tridentina do rito romano apareceram mais tarde, como o Credo (1014 em Roma) e as orações do ofertório (século XIII).
O Concílio Vaticano II (1962-1965), na constituição Sacrosanctum Concilium (1963), mandou rever o rito da missa, assim como os restantes livros litúrgicos, segundo os princípios enunciados na mesma constituição. Tal ordem foi executada por um grupo de especialistas em liturgia, Bíblia e teologia, nomeados pelo Papa Paulo VI, que promulgou em 1969 o revisado Missal Romano, do qual foi publicado imediatamente o Ordinario e o texto completo no ano seguinte. Este Missal Romano reformado conheceu até hoje três edições, em 1970, 1975 e 2002.
Contudo, os católicos chamados tradicionalistas, descontentes com o Concílio Vaticano II e com o rumo então tomado pelas autoridades eclesiásticas, não receberam com bons olhos o novo missal, preferindo celebrar a missa na forma anterior. Afirmam que a nova forma da missa dessacraliza o Sacrifício de Cristo e que seria muito próxima à Ceia Luterana e outras cerimônias protestantes, sendo influenciada pela maçonaria e por sacerdotes modernistas. Entre estes, notabilizou-se o arcebispo Marcel Lefebvre, fundador da Fraternidade Sacerdotal de São Pio X, um dos mais notáveis grupos tradicionalistas. Além deste, há grupos católicos tradicionais em boas relações com a Santa Sé e com os Bispos da Igreja Católica, entre os quais a Fraternidade Sacerdotal São Pedro, enquanto outros tradicionalistas, entre os quais a Fraternidade Sacerdotal de São Pio X, estão em desacordo. Característica comum de todos estes grupos é celebrarem a missa tridentina, utilizando para isso ou a última edição típica do Missal Romano antes da reforma de Paulo VI – a edição publicada pelo Papa João XXIII em 1962 – ou uma edição mais antiga que não contém as mudanças feitas por João XXIII e Pio XII.
Bento XVI afirmou que o missal de 1962 nunca foi ab-rogado juridicamente.
Por quarenta anos depois da promulgação da Missa do Vaticano II (em 1969) era necessário obter um indulto para celebrar oficialmente a missa tridentina; em 1984 a carta Quattuor abhinc annos atribuiu aos bispos a faculdade de concederem tais autorizações, disposições confirmadas pelo motu proprio Ecclesia Dei, de 1988.
Em 7 de Julho de 2007, o papa Bento XVI promulgou o motu proprio "Summorum Pontificum", em que liberalizou o uso do Missal Romano editado em 1962, cujo uso deixava ao arbítrio de cada padre da Igreja latina nas missas celebradas sem o povo, podendo também a celebração pública ser permitida, sem recorrer ao bispo diocesano, pelo reitor da igreja se solicitada por um grupo estável de fiéis.

## História

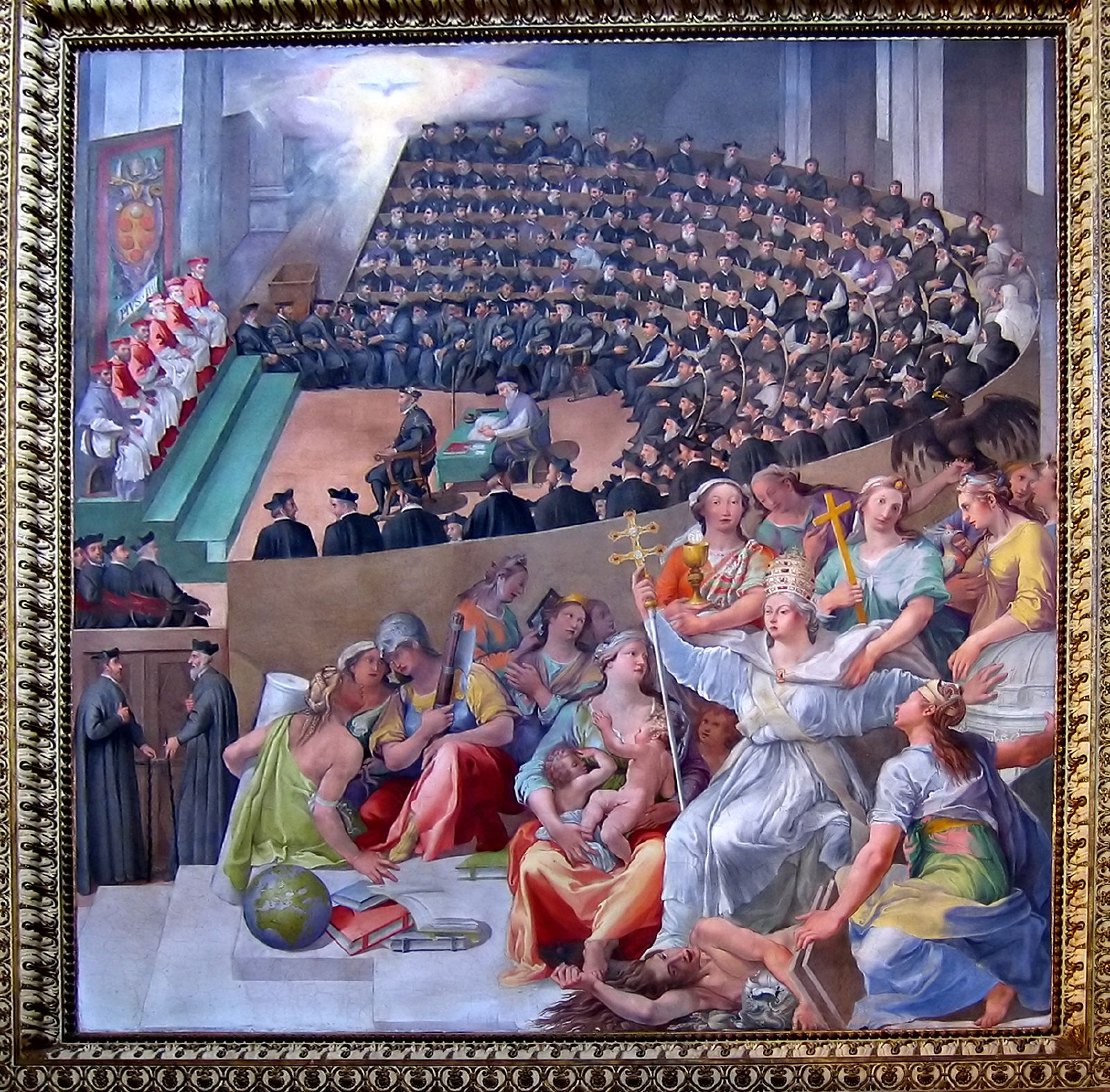
Sessão do Concílio de Trento representado por Pasquale Cati (Cati da Iesi) na Basílica de Santa Maria in Trastevere.

Face às doutrinas propagadas pelos protestantes, o Concílio de Trento reafirmou a doutrina católica sobre a Missa, sobretudo nas sessões XIII, em que versou sobre a presença real de Jesus Cristo na Eucaristia, e na XXII, sobre o sacrifício. Além disso, mandou elaborar uma lista de abusos cometidos na celebração da missa, a partir da qual promulgou um documento acerca das "coisas a observar e a evitar na celebração da missa". Tais abusos podem reduzir-se a avareza, irreverência e superstição.
A fim de eliminar esses abusos, era intenção do Concílio proceder à reforma dos livros litúrgicos. No entanto, como o Concílio já acontecia há vários anos, os padres conciliares decidiram, na última sessão, incumbir o Papa Pio IV dessa função. Contudo, foi Pio V que realizou tal incumbência, promulgando, em 1570, através da bula Quo primum tempore, o Missal Romano revisado. Nessa bula, Pio V esclarece que o objectivo da revisão dos livros litúrgicos era restaurar os ritos "em conformidade com a antiga norma dos Santos Padres". No entanto, como afirma a Instrução Geral do Missal Romano, documento que acompanha o Missal do Vaticano II, "este Missal de 1570 pouco difere do primeiro impresso em 1474, o qual, por sua vez, reproduz fielmente o Missal do tempo de Inocêncio III. Além disso, se bem que os códices da Biblioteca Vaticana tenham ajudado a corrigir algumas expressões, não permitiram, naquela diligente investigação dos “antigos e mais fidedignos autores” ir além dos comentários litúrgicos da Idade Média".
O rito da missa foi posteriormente revisto por outros papas em 1604, 1634, 1888, 1920, 1955 e 1962. Estas reformas, contudo, foram pouco significativas, exceptuando algumas mais importantes:
- Em 1604, Clemente VIII eliminou uma oração a dizer pelo sacerdote ao entrar na igreja, a palavra omnibus nas duas orações a seguir ao Confiteor, o nome do imperador no Cânon Romano e tríplice bênção da missa solene;
- Pio XII, em 1956, renovou[18] a liturgia da Semana Santa;
- João XXIII publica em 1960 um novo código das rubricas da Missa e insere no Cânon Romano o nome de São José. São estas modificações que dão origem ao missal de 1962, última edição do missal tridentino. Na bula que o acompanha, João XXIII faz referência ao Concílio Vaticano II, então já convocado, que deveria propor os grandes princípios da reforma da liturgia. Esta edição tornou-se a referência para a celebração actual da missa tridentina.

## Características da missa tridentina
A estrutura, os momentos e seu significado e grande parte dos textos litúrgicos da missa tridentina mantiveram-se com poucas alterações no Missal actual. No entanto, houve uma série de aspectos alterados. Para uma descrição dos vários momentos da Missa do Vaticano II e do seu significado, consulte o artigo Missa.
As características mais visíveis da missa tridentina são o uso do latim como língua litúrgica exclusiva (exceto na renovação dos votos batismais na Vigília pascal a partir de 1956), assim como a posição do sacerdote, geralmente virado de costas para os fiéis (mas não obrigatoriamente: o Missal tridentino prevê expressamente casos em que o sacerdote celebre voltado para o povo). No entanto, essas diferenças, embora as mais visíveis, são na verdade circunstanciais.
De facto, até Pio XII admitir o uso de idiomas modernos na renovação dos votos batismais na Vigília da Páscoa, a Missa Tridentina admitia o uso apenas do latim, com exceção de algumas frases como Kyrie eléison em grego e frases como Amen e Alleluia em hebraico.
A posição "de costas ao povo" é chamada também (ao menos quando se celebra no altar-mor) versus absidem. e também "ad orientem", ou "versus Deum", mesmo quando o padre celebra num altar sem sacrário: o Missal tridentino do ano 1570 não previa a colocação do sacrário num altar, prática que só começava a introduzir-se no século XVI), Em todas as edições do Missal Romano anteriores ao 1970, também a do 1962, mencionava-se explicitamente a eventualidade de celebrar versus populum (de frente para o povo), quando nas igrejas, como em todas as mais antigas de Roma, o altar está na extremidade ocidental.
Por outro lado, todas as edições do Missal actual são feitas originalmente em latim, e a Missa pode sempre ser celebrada nessa língua a menos de estar programada para um povo que usa um idioma específico. Do mesmo modo, o novo Missal não proíbe que a Missa seja celebrada de costas para o povo, o que acontece sempre que, por exemplo, numa igreja o altar não permite que seja celebrada doutra forma.
Na Missa tridentina só o sacerdote e um acólito, sacristão ou ajudante proferem tradicionalmente os textos da missa. Nalguns lugares foi introduzido poucas décadas antes do Concílio Vaticano II o uso de todos os fiéis presentes proferirem os textos destinados ao ajudante. Tal prática, a das chamadas missas dialogadas, salvo costumes locais, vulgarizou-se no século XX, graças às propostas do chamado Movimento Litúrgico, que propunha o enriquecimento da participação litúrgica também na expressão exterior.
Os assistentes da missa tridentina muitas vezes acompanham a cerimónia através dum livro que apresenta os textos litúrgicos com a respectiva tradução (missal dos fiéis). Outras vezes vão fazendo outras orações, tais como o terço.
Em 2009 a Fraternidade Sacerdotal de São Pio X (FSSPX) publicou em 2009 um folheto intitulado "As 62 razões para não assistir à Missa Nova"

## Liturgia da missa tridentina
A missa é dividida em duas partes, a Missa dos catecúmenos e a Missa dos Fiéis. Os Catecúmenos, são aqueles que estão sendo instruídos na fé, e são dispensados após a primeira parte da missa, por não terem ainda sido batizados e compreenderem os dogmas da fé católica.
Assim a regra da Didaquê do século II ainda está em vigor, tanto depois quanto antes do 1970, sendo uma das três condições (batismo, fé reta e vida reta) para a admissão de receber a Sagrada Comunhão, que a Igreja Católica sempre aplicou.

### Antes da missa
O Asperges (aspersão com água benta, acompanhada do Salmo 51:3-9) é um rito penitencial que normalmente precede a missa principal do domingo. Na sacristia, o sacerdote veste uma alva, se irá celebrar a missa, ou uma sobrepeliz, se ele não é o celebrante, revestido com uma estola, da respectiva cor litúrgica se o sacerdote é o celebrante da Missa, ou roxa se ele não é o celebrante, exorciza o sal e abençoa a água, em seguida, coloca o sal abençoado na água por três vezes, polvilhando-o na forma de uma cruz enquanto diz uma vez «Commixtio salis et aquæ pariter fiat in nomine Patris, et Filii et Spiritus Sancti» («Que essa mistura de sal e água agora seja feita em nome do Pai, do Filho, e do Espírito Santo»). Depois disso, o sacerdote, investido com uma pluvial da cor do dia, enquanto a schola cantorum canta uma antífona e um versículo dos Salmo 118: ou do Salmo 51:3-9, asperge com a água benta o altar três vezes e, em seguida, o clero e a congregação. Este rito, se usado, precede as orações ao pé do altar.
Durante o Tempo da Páscoa, o versículo «Asperges me […]» é substituído pelo versículo «Vidi aquam […]», e a expressão «Aleluia» é adicionado ao versículo «Ostende nobis […]», que é a sua resposta. Seguindo o Asperges, a Missa começa.

### Missa dos catecúmenos
A primeira parte é a Missa dos Catecúmenos.

#### Orações ao pé do altar
- Sinal da Cruz

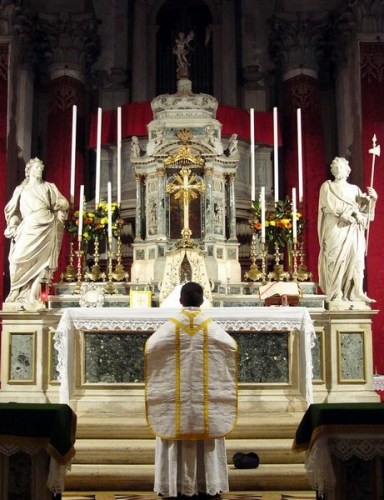
O padre fazendo as Orações ao pé do altar. Capela da Fraternidade Sacerdotal São Pedro, Veneza.

- O sacerdote, após a procissão com os acólitos da missa, na Missa Baixa, coloca o cálice velado no centro do altar, então fica na frente dos degraus sobre o qual está construído o altar, fazendo o sinal da cruz “ao pé do altar”. Na Missa Solene, o cálice é colocado antes da missa sobre a credência. O Missal Romano que contém todas as orações que o padre deve recitar na missa, está depositado no lado direito do altar. Na extrema direita, esquerda, e no centro estão três painéis, denominados Sacras,[26] com orações que o padre deve dizer na missa, e que devido a distância do padre do Missal no momento, não podem ser feitas olhando para o mesmo.
- Salmo 43:, («Júdica me, Deus» – «Julga-me Deus»), precedido e seguido pela antífona «Introíbo ad altáre Dei, ad Deum qui lætíficat juventútem meam» («Entrarei no altar de Deus, o Deus que alegra minha juventude»), é recitado pelo sacerdote, alternado com os coroinhas, que simbolicamente representam o povo. Em seguida, o sacerdote faz novamente o sinal da cruz, dizendo: «Adjutórium nostrum in nómine Dómini» («O nosso auxílio está no nome do Senhor»), em que os acólitos respondem: «Qui fecit cælum et terram» («Que fez o céu e a terra»).
- Confissão («Confiteor»)
  - Primeiro, o sacerdote extremamente inclinando diz o seguinte: «Confiteor Deo omnipoténti[...]» («Confesso a Deus todo-poderoso»). Confessa ter pecado, rezando duas vezes «mea culpa» («minha culpa»), e uma terceira vez «mea máxima culpa» («minha máxima culpa»), bate com a mão no peito três vezes. Em seguida pede a intercessão da Virgem Maria, de São João Batista, de São Miguel Arcanjo, e de São Pedro e São Paulo, e acrescenta “et vobis, fratres”, pedindo também à congregação que reze por ele.
  - Os acólitos após a confissão do padre, o abençoam dizendo: «Misereátur tui omnípotens Deus, et dimissis peccátis tuis, perdúcat te ad vitam ætérnam» («Deus Todo-Poderoso tenha misericórdia de ti, perdoar-te dos teus pecados, e te conduza a vida eterna»). Em seguida, é a vez dos acólitos de confessar seus pecados e pedir a bênção do presbítero. Eles usam as mesmas palavras usadas pelo sacerdote, porém pedem orações ao padre, e não à congregação, dizendo portanto «et tibi, Pater» («e ti Padre»), no lugar de «et vobis, fratres». O padre em seguida, responde com a mesma bênção que os coroinhas usaram, porém, como demonstração de seu específico cargo sacerdotal, acrescenta uma prece de absolvição: «Indulgéntiam absolutiónem, et remissiónem peccatórum nostrórum, tríbuat nobis omnípotens et miséricors Dóminus» («Indulgência, absolvição e remissão dos nossos pecados, nos conceda o Onipotente e Misericordioso Deus»)
- Então, três versículos são ditos pelo padre e os coroinhas, são eles «Deus, tu convérsus vivificábis nos» («Dai-nos Senhor a vida»); «Osténde nobis Dómine, misericórdiam tuam» («Mostra-nos, Senhor, tua misericórdia»); e «Dómine, exáudi oratiónem meam» («Ó Senhor, ouve a minha oração»);
- Ao terminá-los o padre reza pela primeira vez na missa o «Dóminus vobíscum» («O Senhor esteja convosco»), cuja resposta dos coroinhas é: «Et cum spíritu tuo» («E com o teu espírito»), então o padre diz: «Orémus» («Oremos»). Depois disso, ele vai para o altar, rezando em silêncio «Aufer a nobis, quǽsumus, Domine, iniquitátes nostras: ut ad Sancta sanctórum puris mereámur méntibus introíre» («Limpa-nos das nossas iniquidades Senhor, para que, com mentes puras possamos entrar dignamente no santo dos santos»), que é uma referência a Êxodo 26:33-34, I Reis 6:6-16,  III Reis 6:16,  I Reis 8:6, II Crônicas 3:8, Ezequiel 41:4, e outros. Ele coloca as mãos unidas sobre o altar e o beija enquanto silenciosamente reza «Orámus te, Dómine, por mérita Sanctórum tuórum, quorum relíquiæ hic sunt, et ómnium Sanctórum: ut indulgére dignéris ómnia peccáta mea» («Oramos a ti Senhor, para que, pelos méritos dos teus Santos cujas relíquias estão neste altar, e de todos os santos, Deus se digne a perdoar todos os meus pecados»).

#### O padre no altar
- Introito
  - O padre de novo faz um sinal da cruz, enquanto ele começa a ler o Introito, alguns versículos que normalmente são retirados de um Salmo. Exceções ocorrem por exemplo, no Introito para o domingo da Páscoa, que é adaptado de Sabedoria 10:20-21, e a antífona nas missas da Virgem Maria, que são do poeta Célio Sedúlio.
- Kyrie
  - Esta parte da Missa é rezada em grego. Em que o padre e o servidor intercalam, três «Kyrie, eleison»; três «Christe, eleison», e por fim outros três «Kyrie, eleison»; que significam «Senhor, tende misericórdia» e «Cristo, tende misericórdia»
- Gloria in excelsis Deo
  - A primeira linha do Gloria[27] é tirado São Lucas 2:14,. O Glória é omitido durante tempos litúrgicos de penitência, como o Advento e a Quaresma, ambos geralmente tendo a cor púrpura litúrgica, mas é usado em festas durante estas estações, bem como na Quinta-feira Santa. É sempre omitido em uma Missa de Réquiem.
- A Coleta
  - O padre vira-se para o povo e diz: «Dominus vobiscum». Os servidores respondem: «Et cum spiritu tuo» («O Senhor esteja convosco». «E com teu espírito»). A coleta é uma oração que não é diretamente retirada da Escritura, mas reflete as intenções do tempo litúrgico, ou da festa do santo do dia.

#### Instrução
- O sacerdote então lê a Epístola, principalmente um extrato das Epítolas de São Paulo para várias igrejas. Em seu motu proprio Summorum Pontificum, o Papa Bento XVI permitiu sua leitura em língua vernácula, quando a Missa é celebrada com o povo.[28]
- Entre a Epístola e o Evangelho, dois versículos (raramente três) do coro são cantados ou somente rezados. Geralmente estes são o gradual, que é seguido por um Aleluia, mas no domingo da Septuagésima, e no Sábado Santo, ou em uma Missa Requiem ou outro missa penitencial, o Aleluia é substituído por um Trato, e entre a Páscoa e o domingo de Pentecostes o Gradual é substituído por um segundo Aleluia. Em algumas ocasiões excepcionais (mais notavelmente a Páscoa, Pentecostes, Corpus Christi, e em uma Missa de Requiem), uma seqüência, segue o Aleluia ou o Trato.
- O Gradual é parcialmente constituído pela porção de um salmo.
- A leitura do Evangelho, é um trecho de um dos quatro Evangelhos, o Evangelho deve ser recitado no lado esquerdo do altar, chamado por isso mesmo “Lado do Evangelho”, por isso o servidor da missa, pega o Missal Romano, na parte da extrema direita do altar, e o muda para a parte da extrema esquerda.
  - Enquanto o servidor muda o Missal de lugar, antes de ler ou cantar o Evangelho, o sacerdote reza: leitura “Munda cor meum ac lábia mea, omnípotens Deus, qui lábia Isaíæ Prophétæ cálculo mundásti igníto: ita me tua grata miseratióne dignáre mundáre, ut sanctum Evangélium tuum digne váleam nuntiáre” ("Limpa meu coração e os meus lábios, ó Deus Todo-Poderoso, como limpaste os lábios do profeta Isaías com um carvão em brasa; através da Tua misericórdia graciosa purifica-me para que eu possa dignamente anunciar Teu santo Evangelho)", uma referência a Isaías 6:6. Nesta passagem, depois de ser purificado por um anjo, Isaías foi instruído a profetizar.
- O Sermão
  - Antes do sermão, que o Missal tridentino prevê apenas na Missa Solene e trata como meramente facultativo,[29] o padre pode fazer anúncios, especialmente de casamentos, eventos para a semana, e os pedidos de oração para um doente ou morto. Se a Epístola e o Evangelho foram lidos em latim, é habitual o padre ler uma tradução vernácula pelo menos do Evangelho, antes de dar o sermão. O Concílio Vaticano II rendeu obrigatória a homilia em todos os domingos e festas de preceito nas Missas celebradas com o povo.[30] De acordo com o Código de Direito Canônico de 1917, esta obrigação referia-se unicamente aos párocos, permitindo-se além ao Ordinário do lugar decretar que em todas as igrejas, até dos religiosos, se desse uma instrução sobre a doutrina cristã nas Missas celebradas com presença dos fiéis.[31]
- O Credo niceno-constantinopolitano
  - Em todos os domingos e em certas festas diz-se ou canta-se o Credo, como parte da "Missa dos Catecúmenos" e não – como poderia parecer lógico – como parte da "Missa dos Fiéis".

### Missa dos Fiéis
A segunda parte é a Missa dos Fiéis.

#### Ofertório
- Antífona de Ofertório

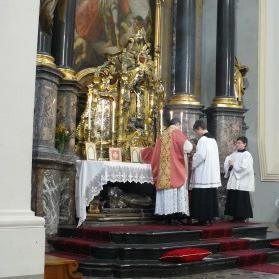
O padre no ofertório tem suas mãos lavadas pelos acólitos (lavabo). Fraternidade Sacerdotal São Pedro.

- Depois de cumprimentar o povo mais uma vez ("Dominus vobiscum/Et cum spiritu tuo") e fazendo o convite para orar (“Oremus”), mas sem fazer seguir nenhuma oração - trata-se de vestígio da antiga "oração dos fiéis", que a Missa do Vaticano II reintegrou, – o sacerdote começa a segunda parte da missa, considerada a mais importante, a “Missa dos Fiéis”, da qual os não-batizados assistiam a “Missa dos Catecúmenos”, não podem participar, sendo por isso, dispensados da igreja. O padre então lê a antífona do ofertório, que é uma breve citação da Sagrada Escritura, que varia de acordo com a missa de cada dia, rezando com as mãos unidas.
- Oferecimento do Pão e do Vinho
  - O sacerdote oferece a hóstia a Deus, colocando-a na patena, e segurando esta no nível do peito, e rezando para que, embora ele seja indigno, Deus possa aceitar "esta hóstia impecável” (o significado básico de “hóstia” em latim, é “vítima”) para o perdão de seus próprios inumeráveis pecados, ofensas e negligências, e o de todos os presentes, e para o dos fiéis cristãos vivos e mortos, para que sirva para a salvação deles. Ele, então, deposita no cálice uma pequena quantidade de vinho, e em seguida o mistura com algumas gotas de água, que lhe são trazidas pelos servidores nas “galhetas”, ele então segura o cálice de modo que a borda deste fique na altura de seus lábios, e oferece "o cálice da salvação", fazendo uma oração de contrição adaptada do texto de Daniel 3:39-40.
- Incensação das oferendas e dos fiéis
  - Em uma Missa Solene, o padre abençoa o incenso trazido ao altar em um turíbulo pelos servidores, em seguida, incensa o pão e o vinho no altar. Entre as orações, o sacerdote diz alguns versículos do Salmo 141:2: "Dirigátur, Dómine, oratio mea, sicut incénsum in conspéctu tuo: elevatio mánuum mearum sacrificium vespertínum..." (“Que a minha oração, Senhor, seja dirigidas como incenso diante de ti; elevem-se as minhas mãos como o sacrifício da tarde..."), que é a oração feita enquanto o padre incensa o altar. O padre então dá o turíbulo ao servidor, que incensa o sacerdote, e em seguida, os outros ministros e a congregação.
- Lavar as mãos
  - Os servidores trazem até o sacerdote uma bacia e um vaso com água, no qual ele lava as mãos  rezando o Salmo 26:6-12: “Lávabo inter innocéntes manus meas: et circúmdabo altáre tuum, Dómine. Ut áudiam vocem laudis: et enárrem univérsa mirabília tua. Dómine, diléxi decórem domus tuæ...” (“Eu lavo as minhas mãos entre os inocentes, que circundam o teu altar, Senhor. Que eu possa ouvir a voz de louvor, e contar todas as tuas maravilhas. Amo, ó Senhor, a beleza da tua casa..."), em seguida reza um Gloria Patri.
- Oração à Santíssima Trindade
  - Esta oração pede que a Trindade Divina receba a oferta sendo feita em memória da paixão, ressurreição e ascensão de Jesus e em honra da sempre Virgem Maria e os outros santos,
- Orate, fratres, Suscipiat e Secreta;
  - Aqui, o padre se vira para a congregação e diz as duas primeiras palavras: "Orate, fratres" (“Orai Irmãos”), em um tom elevado e então se vira novamente para o altar, enquanto termina a exortação em tom secreto: “ut meum ac vestrum sacrificium acceptábile fiat apud Deum Patrem omnipoténtem” ("para que o meu sacrifício e o vosso possa ser aceitável a Deus Pai todo-poderoso").
  - Os servidores respondem com a oração denominada Suscipiat, em que unem suas intenções às do sacerdote: “Suscipiat Dominus sacrificium de manibus Tuis, ad laudem et gloriam Nominis sui, ad utilitatem quoque Nostram, totiusque Ecclesiae suae Sanctae”, em seguida o padre secretamente responde, "Amém” ("Aceite este sacrifício por meio de suas mãos, para louvor e glória do Seu nome, para nossa utilidade, e de toda a Sua Santa Igreja").
- O sacerdote, então, diz a “Secreta”, uma oração sobre as oblatas, com sentido de oferecimento, em voz inaudível, que conclui com “Per omnia sæcula sæculorum” (“Por todos os séculos dos séculos”) em voz alta.
  - Os servidores então respondem: "Amém", que conclui o Ofertório.

#### Cânon
- Prefácio do Cânon

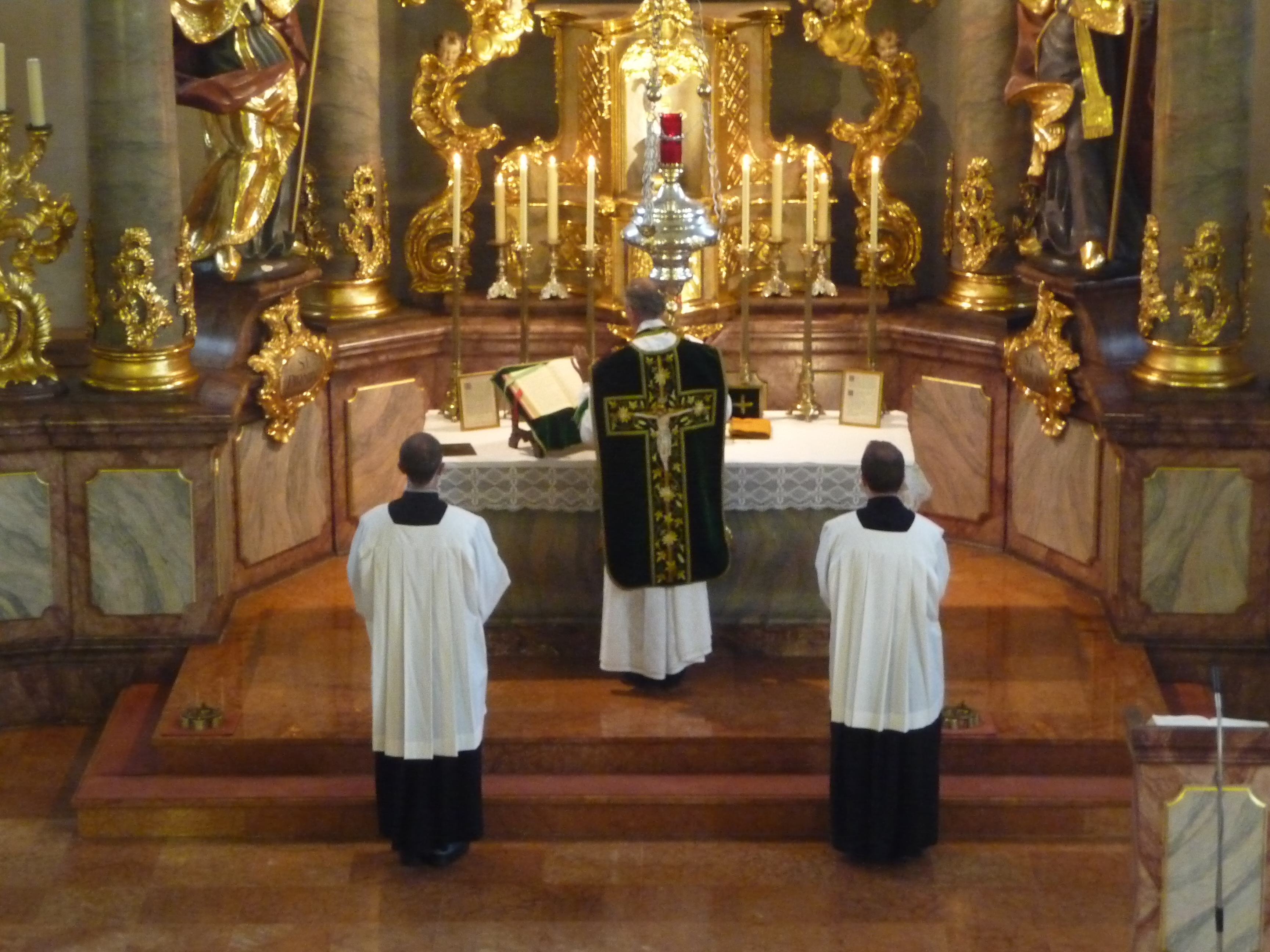
Prefácio do Cânon.

  - "A data do estabelecimento do Cânon é antes de São Gregório Magno, que morreu em 604. Ele contém os principais elementos encontrados em quase todos os ritos, mas num arranjo invulgar.
  - Há um diálogo entre o padre e a congregação, que se inicia com o “Dominus vobiscum - Et cum spiritu tuo”, e é sucedido pelo “Sursum corda - Habemus ad Dominum” (“Levantai os vossos corações - Os elevamos ao Senhor”), “Gratias agamus Domino Deo nostro – Dignum et iustum est” (“Demos graças ao Senhor nosso Deus - É digno e justo”).
  - Em seguida o “Prefácio” é rezado, que indica razões específicas para dar graças a Deus. Isto conduz a oração do Sanctus.[33]
- Cânon ou “Regra da consagração”,[34] que é rezado de maneira inaudível,[35] por ser uma prece puramente sacerdotal, pertencente exclusivamente ao sacerdote, sendo também o silêncio uma reverência ao momento mais sagrado da missa;
  - Intercessões
  - Compreendem, uma série de quatro orações, são elas o Te Igitur, In Primis, a Primeiro Memória - Memória dos vivos, e o Communicantes - Memória dos Santos, nessas orações o padre reza pela vida, para que Deus guarde, una e governe a Igreja, pede pela santificação dos cristãos vivos e implora o auxílio dos santos.
- Orações preparatórias para a consagração
  - Trata-se de duas orações, o Hanc igitur, e o Quam oblationem, duas preces nas quais o sacerdote pede que Deus aceite a oferta dele e da Igreja.
- Consagração (transubstanciação) e Elevação maior

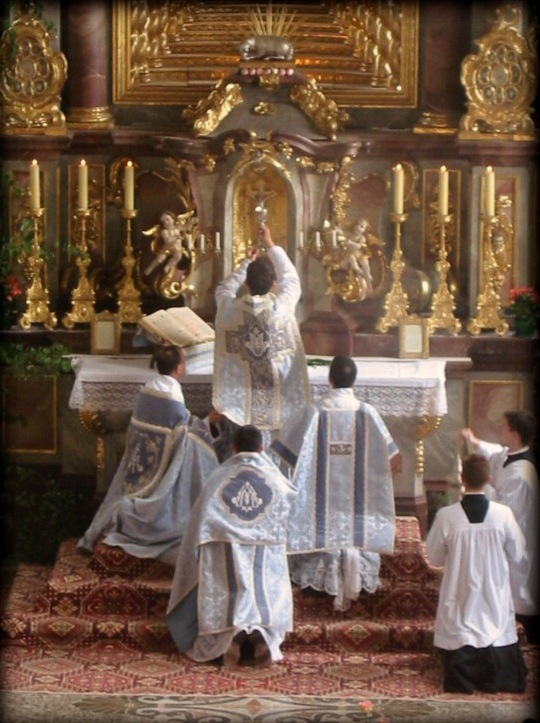
O celebrante durante o Cânon, eleva o cálice, para adoração dos fiéis. Fraternidade Sacerdotal São Pedro.

- A passagem Lucas 22:19-20 é fundamental nesta seção, compreendendo duas orações, Qui pridie, pelo qual se consagra o pão, e Simili modo, pelo qual se consagra o vinho. É considerado a parte essencial da missa, de instituição divina.
  - Oblação da vítima a Deus
  - A oferta e sacrifício de Cristo pelo perdão dos pecados, é feito em três orações, Unde et memores, Supra quae, e Suplices te rogamus
- Intercessões
  - O padre agora faz duas intercessões, uma  pelos mortos, pedindo que eles repousem, trata-se da “Memória dos Mortos”, que é seguida por outra intercessão, agora feita para os vivos, na qual se cita João Batista e 14 mártires (sete homens e sete mulheres), que são mencionados pelo nome, trata-se da “Segunda Memória dos Vivos”. Nesta última oração, as primeiras palavras, o padre fala em voz alta: “Nobis quoque peccatoribus” (“Por nós pecadores”), para indicar que está rezando pelos fiéis cristãos, que são devido a sua natureza, considerados pecadores. Logo em seguida o padre volta a rezar inaudivelmente.
- Fim do Cânon e doxologia com elevação menor
  - A conclusão do Cânon ocorre com a doxologia é: “Per ipsum, et cum ipso, et in ipso, est tibi Deo Patri omnipotenti, in unitate Spiritus Sancti, omnis honor et gloria" (“Por ele, e com ele, e nele, ó Deus, Pai todo-poderoso, na unidade do Espírito Santo, toda honra e glória é sua”), terminando a frase dizendo em voz alta: "Per omnia saecula saeculorum" (“Por todos os séculos dos séculos”), concluindo o Cânon, dizendo em seguida “Amen”.

#### Comunhão
- O Pater-Noster e o Libera nos[36]
  - O Padre reza o Pater Noster, e em seguida a congregação responde os últimos versículos: «sed libera nos a malo» («mas livrai-nos do mal»). O sacerdote então reza o «Libera-nos», que é uma extensão do Pai Nosso, rezando para que a Virgem Maria, juntamente com os Apóstolos e Santos, possam interceder pelos homens, para obter paz.
- Fração da hóstia
  - Durante a oração anterior, o sacerdote parte a hóstia consagrada em três partes, e depois de concluir a oração deposita a menor parte no cálice, enquanto reza pedindo pela eficácia do sacrifício de Cristo.

- Agnus Dei

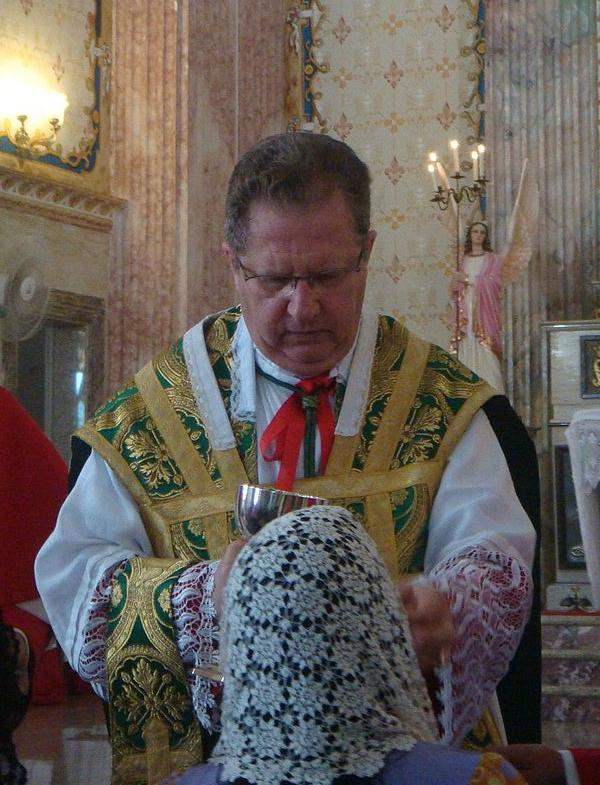
Distribuição de comunhão aos fiéis em missa tridentina.

  - «Agnus Dei» significa «Cordeiro de Deus», nela o sacerdote reza duas vezes: «Agnus Dei, qui tollis peccáta mundi: miserére nobis» («Cordeiro de Deus, que tiras os pecados do mundo, tende piedade de nós») e em seguida, acrescenta: ‹Agnus Dei, qui tollis peccáta mundi: dona nobis pacem» («Cordeiro de Deus, que tiras os pecados do mundo, dai-nos a paz»). A Missa da Última Ceia de Quinta-feira Santa tem  três «tem misericórdia de nós». Nas missas de réquiem, as petições são «dona eis réquiem» («concede-lhes descanso») (duas vezes), seguido por «dona eis réquiem sempitérnam» («concede-lhes o descanso sempiterno»).
- «Pax»
  - O padre pede a Cristo para não olhar para os pecados do sacerdote, mas para ver a fé da Igreja e reza pela paz e unidade nela. Em uma Missa Solene, o celebrante dá o sinal de paz para o diácono, dizendo: «Pax tecum» («A paz esteja contigo»), que é respondido com «Et cum Spiritu tuo» («E com teu espírito»).
- Orações preparatórias para a Comunhão
  - São duas orações, na primeira o padre pede para ser liberado de todas as suas iniquidades e maldades, e pede forças para aderir aos mandamentos de Jesus e nunca se separar dele. Na segundo, ele pede que não seja condenado por ousar consumir o Corpo e o Sangue de Cristo.
- Comunhão
  - O sacerdote diz em silêncio várias orações aqui, antes de receber a comunhão. Em uma deles, ele fala três vezes, sendo a primeira linha da oração audível, e o restante silencioso, enquanto possui a hóstia na mão esquerda e bate no peito com a mão direita, baseado em São Mateus 8:9, dizendo «Dómine, non sum dignus (et secrete prosequitur): ut íntres sub tectum meum: sed tantum dic verbo, et sanábitur ánima mea» («Senhor, eu não sou digno [e prossegue secretamente]: de que entreis sob meu teto, mas dizei uma palavra, e minha alma será salva» ).

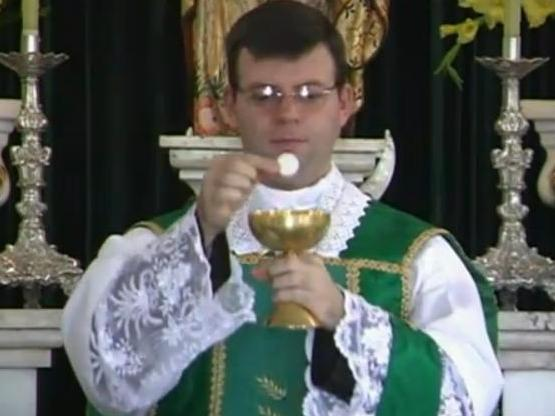
Padre no "Ecce Agnus Dei" na comunhão dos leigos.

- - O sacerdote distribuirá a comunhão para a congregação na missa, ele pega uma pequena hóstia, elevando-a em cima de um cibório, e diz em voz alta: «Ecce Agnus Dei, ecce qui tollit peccáta mundi» («Eis o Cordeiro de Deus, que tira o pecado do mundo»), e os demais repetem três vezes o «Dómine, non sum dignus». O padre dá a comunhão primeiramente aos demais clérigos presentes, em seguida aos acólitos e aos fiéis. Ao dar a hóstia na boca dos demais, faz com a mesma o sinal da cruz e diz: «Corpus Dómini nostri Jesu Christi custódiat ánimam tuam in vitam æternam. Amen.» («Que o Corpo de Nosso Senhor Jesus Cristo guarde a tua alma para a vida eterna. Amém»).[37]

#### Conclusão
- Orações de ação de graças
  - São orações que se concentram sobre o Corpo e o Sangue de Cristo recebido, implorando que o preservam na retidão moral e doutrinária.
- Antífona de Comunhão e Pós-comunhão
  - A antífona de comunhão é normalmente alguns versículos de um salmo. A Oração de pós-comunhão é semelhante A Coleta, não sendo diretamente retirado das Escrituras.
- Ite, missa est/Benedicamus Domino e Bênção
  - "Ite Missa Est", é a frase que indica que a Missa terminou e os fiéis em seguida podem retirar-se. Quando na missa não se canta o Glória, diz-se "Benedicamus Domino".
  - Depois de dizer uma oração silenciosa para si, o sacerdote dá ao povo a sua bênção.
- O Último Evangelho
  - O sacerdote então no lado direito do altar lê o início do Evangelho de João, João 1:1-14, que relata a Encarnação de Cristo. Em certas ocasiões, como por exemplo, na missa do dia no dia de Natal, outra passagem do Evangelho era lida, pois estes trechos foram ditos no Evangelho da Missa, mas o Papa João XXIII na revisão das rubricas, decretou que nessa e outras ocasiões, o Último Evangelho deve ser omitido.

### Orações depois da missa
As edições do Missal Romano até 1962, recomendavam constantemente várias orações, embora não as considerasse obrigatórias, para a recitação do padre depois da missa privada. O «Cântico dos Três Jovens» (do Livro de Daniel) é uma dessas orações.